# María Mantovani
María Doménica Mantovani (Brenzone, 12 de febrero de 1862-Ibídem, 2 de febrero de 1934) conocida como Maria Guiseppina dell' Immacolata, fue una religiosa católica italiana, cofundadora de la orden femenina Hermanitas de la Sagrada Familia (PSSF, del italiano Piccole suore della Sacra Famiglia), junto con el sacerdote Giuseppe Nascimbeni.
Fue beatificada el 27 de abril de 2007 por el Papa Juan Pablo II y canonizada el 15 de mayo de 2022 por el Papa Francisco.